# Biblis (gemeente)
Biblis is een gemeente in de Duitse deelstaat Hessen, en maakt deel uit van de Kreis Bergstraße.
Biblis telt 9.135 inwoners. In de gemeente staat de in 2011 stilgelegde Kerncentrale Biblis.

## Plaatsen in de gemeente Biblis
- Biblis
- Nordheim
- Wattenheim

## Geboren
- Uwe Ochsenknecht (1956), acteur en zanger

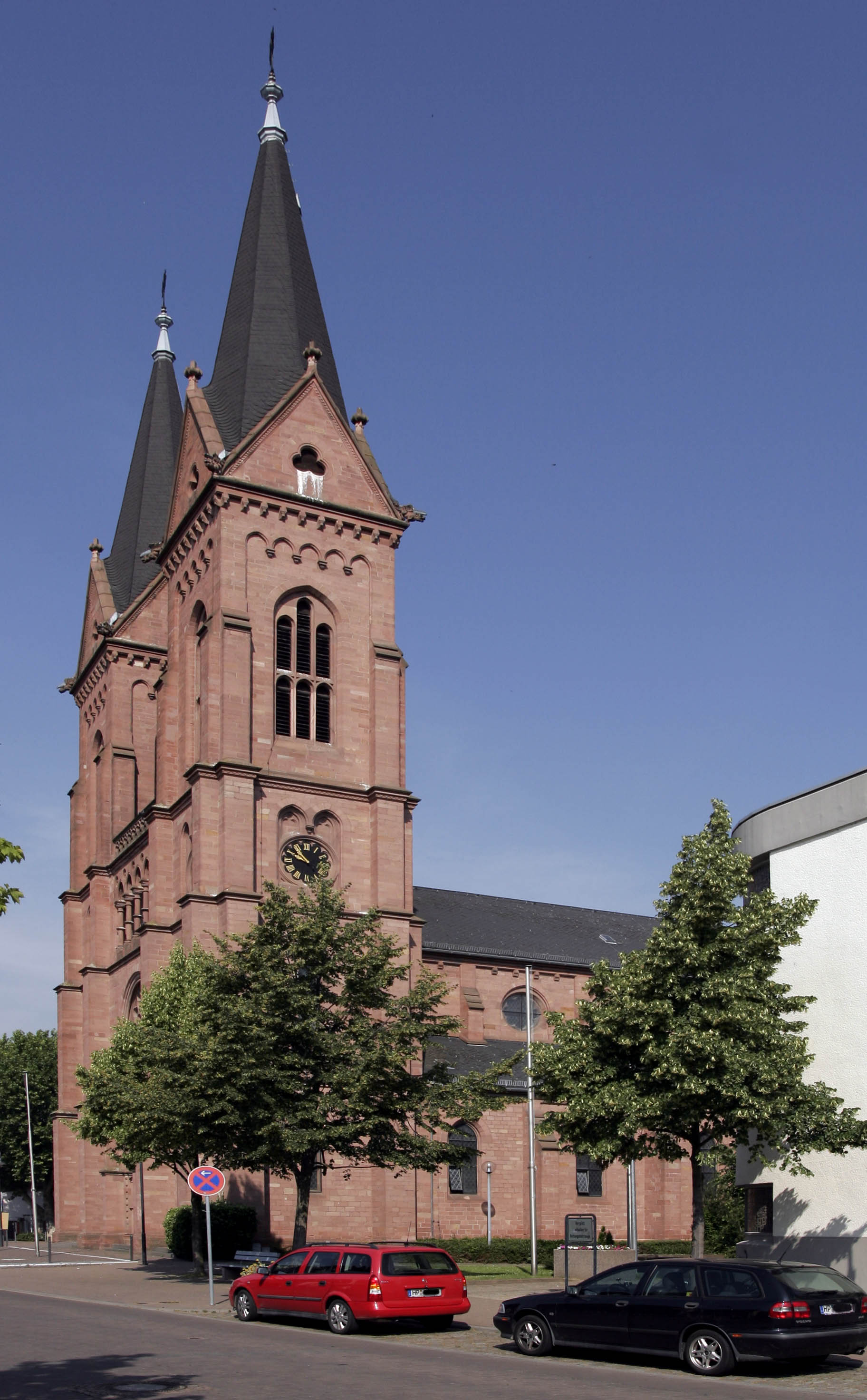
Kerk

Abtsteinach ·
Bensheim ·
Biblis ·
Birkenau ·
Bürstadt ·
Einhausen ·
Fürth ·
Gorxheimertal ·
Grasellenbach ·
Groß-Rohrheim ·
Heppenheim (Bergstraße) · 
Hirschhorn (Neckar) · 
Lampertheim · 
Lautertal (Odenwald) · 
Lindenfels · 
Lorsch ·
Mörlenbach ·
Neckarsteinach ·
Rimbach ·
Viernheim ·
Wald-Michelbach ·
Zwingenberg